# BMW R67/2

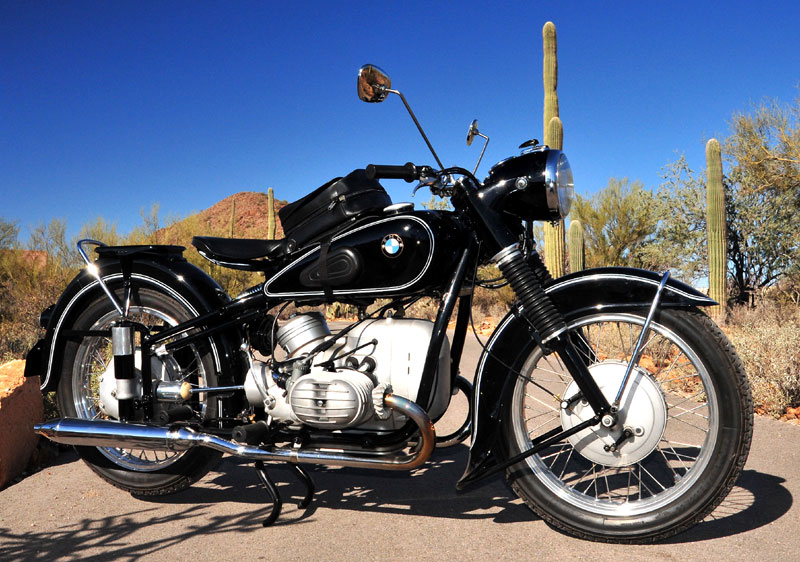
De R 67/2 kreeg rubber hoezen om de voorvork

De BMW R 67/2 is een motorfiets van het merk BMW. De BMW R 67/3 is een op deze machine gebaseerde zijspancombinatie.

## Voorgeschiedenis
De productie van het 600cc model R66 was in 1941 vanwege de oorlogsproductie die de BMW-fabrieken moesten draaien beëindigd. De 600cc modellen waren bijzonder populair als zijspantrekkers. Na de Tweede Wereldoorlog kwam de productie van motorfietsen slechts mondjesmaat op gang. ER verscheen pas in 1950 weer een boxermotor, de 500cc R 51/2. Deze had nog de vooroorlogse kopklepmotor met twee nokkenassen, die door kettingen werden aangedreven. De R 51/2 werd in 1951 al vervangen door de R 51/3, die een geheel nieuwe motor had. Zo had hij nog slechts één tandwielaangedreven nokkenas. Tegelijkertijd kwam er een nieuw 600cc model, de R 67 op de markt.
Het uit gelaste ovale pijp getrokken buisframe met plunjervering, halve naaf trommelremmen en een telescoopvork werd nog steeds toegepast. Aan het frame zaten kogelkoppelingen voor zijspanmontage. Daarmee samenhangend was er de speciale overbrengingsverhouding in de eindaandrijving leverbaar om meer trekkracht te realiseren bij zijspangebruik. Motor, versnellingsbak en de behuizing van de cardanaandrijving waren van gegoten aluminium. De motor was met twee steekassen in het frame gehangen, de gelijkstroomdynamo zat op de voorzijde van de krukas. Aan de achterkant zat het zware vliegwiel met een kijkgat om de ontsteking af te stellen.
Toch waren er flinke vernieuwingen uitgevoerd. De accuontsteking was vervangen door een magneetontsteking met een centrifugaalvervroeging, zodat de lastige handregeling was verdwenen. De twee ketting aangedreven nokkenasen waren weer vervangen door één enkel exemplaar, dat door tandwielen werd aangedreven. De motor was vrijwel "vierkant" (boring x slag 72 x 73mm). De rubberen trillingsdemper in de cardanaandrijving kreeg een verchroomde ring. De R 67 kreeg in tegenstelling tot het zustermodel R 51/3 nog geen volle naaf trommelremmen, die werden pas vanaf 1954 op de R 67/2 toegepast.
De R 67 werd al in hetzelfde jaar opgevolgd door de R 67/2. Er waren toen 1470 exemplaren gebouwd. De R 67/3 werd in 1955 als zijspancombinatie op de markt gebracht.

## R 67/2
Ten opzichte van de R 67 was de R 67/2 nauwelijks gewijzigd. Hij kreeg een hogere compressieverhouding (van 5,6 : 1 naar 6,5 : 1), waardoor het vermogen steeg van 26 naar 28 pk. In 1954 kreeg de machine volle naaf trommelremmen. In tegenstelling tot de R 51/3, die verschillende remmen voor en achter had, kreeg de R 67/2 voor en achter duplexremmen. Dat had mogelijk te maken met het voorziene zijspangebruik, waardoor er meer druk op het achterwiel komt en dit minder snel blokkeert. Van de R 67/2 werden tussen 1951 en 1954 4234 stuks geproduceerd. Tot aan het verschijnen van de R 68 was de R 67/2 de snelste Duitse toermotor. De R 68 was niet de opvolger van de R 67/2, maar werd als sportmotor parallel geleverd van 1952 tot 1956. De opvolger van de R 67/2 was de R 60 uit 1955.

## R 67/3
Rond 1955/1956 produceerde BMW ca. 700 zijspancombinaties met de typenaam R 67/3. De machines waren gelijk aan de R 67/2. De cardanoverbrenging 8/35 bleef gelijk, echter het achterwiel ging van 19"" naar 18"".

## Technische gegevens
| Periode                        | 1951-1954                              | 1951-1954                              | 1951-1954                              |
| Categorie                      | toermotor                              | toermotor                              | toermotor                              |
| Motortype                      | kopklepmotor                           | kopklepmotor                           | kopklepmotor                           |
| Bouwwijze                      | langsgeplaatste tweecilinderboxermotor | langsgeplaatste tweecilinderboxermotor | langsgeplaatste tweecilinderboxermotor |
| Boring                         | 72 mm                                  | 72 mm                                  | 72 mm                                  |
| Slag                           | 73 mm                                  | 73 mm                                  | 73 mm                                  |
| Cilinderinhoud                 | 590 cc                                 | 590 cc                                 | 590 cc                                 |
| Compressieverhouding           | 6,5 : 1                                | 6,5 : 1                                | 6,5 : 1                                |
| Max. vermogen                  | 20,6 kW/28 pk                          |                                        |                                        |
| Topsnelheid                    | 140–150 km/h                           | 140–150 km/h                           | 140–150 km/h                           |
| Topsnelheid met zijspan        | ca. 100 km/h                           | ca. 100 km/h                           | ca. 100 km/h                           |
| Aandrijving                    | cardanaandrijving                      | cardanaandrijving                      | cardanaandrijving                      |
| Rijwielgedeelte                | dubbel wiegframe, buisframe            | dubbel wiegframe, buisframe            | dubbel wiegframe, buisframe            |
| Rijklaar leeggewicht           | 192 kg                                 | 192 kg                                 | 192 kg                                 |
| Max. belading                  | ca. 210 kg                             | ca. 210 kg                             | ca. 210 kg                             |
| Max. totaalgewicht             | ca. 355 kg                             | ca. 355 kg                             | ca. 355 kg                             |
| Max. totaalgewicht met zijspan | 600 kg                                 | 600 kg                                 | 600 kg                                 |
| Voorganger                     | R 67                                   | R 67                                   | R 67                                   |
| Opvolger                       | R 60                                   | R 60                                   | R 60                                   |